# Distrito histórico del centro de Miami
El Distrito histórico del centro de Miami (en inglés: Downtown Miami Historic District) es un distrito histórico ubicado en Miami, Florida. El Distrito histórico del centro de Miami se encuentra inscrito  en el Registro Nacional de Lugares Históricos desde el 6 de diciembre de 2005.

## Ubicación
El Distrito histórico del centro de Miami se encuentra dentro del condado de Miami-Dade en las coordenadas 25°46′21″N 80°11′31″O / 25.77255, -80.191839.